# Hans Ebensperger
Johann (Hans) Ebensperger (Prato allo Stelvio, 31 ottobre 1929 – Prato allo Stelvio, 11 dicembre 1971) è stato un pittore italiano.
Figlio di un'altoatesina e di un commerciante greco, Ebensperger trascorre l'infanzia a Prato allo Stelvio, ma in seguito all'annessione dell'Alto Adige all'Italia si sposta con la madre in Svizzera e in seguito ad Innsbruck, dove frequenta dal 1945 la scuola del pittore Toni Kirchmeyer, apprendendo le basi del mestiere.
Nel 1948 supera l'esame di ammissione all'Accademia di Arti Figurative di Vienna; studia con Sergius Pauser, un pittore influenzato dallo stile della Neue Sachlichkeit e con Herbert Boeckl, di tendenza espressionista. Nel 1951 tiene una mostra personale al Kurhaus di Merano, e nell'anno seguente fonda il gruppo Stern insieme ai pittori viennesi Hans Fischer, Guenther Bauer e al sudtirolese Martin Pedrazza. Tornato in Alto Adige, si stabilisce a Merano, aderisce al Suedtiroler Kuenstlerbund, ma fatica a conciliare la propria ricerca artistica con il gusto locale. Espone allo Hofgarten Pavillion di Innsbruck e alla Galleria Domenicani a Bolzano.
Negli anni Sessanta, ristabilitosi definitivamente a Prato allo Stelvio, affresca e decora case private ed edifici pubblici. Torna ad esporre al Kunstpavillion di Innsbruck nel 1969. Malato da tempo decide di dedicare gli ultimi anni di vita ad un viaggio in Grecia alla ricerca delle radici paterne. L’ultima mostra dedicata ad Hans Ebensperger, nel 1971, anno di morte dell’artista, fu ospitata dall’allora cosiddetta “Galerie Eccel Bozen”, in via Argentieri 10 a Bolzano, ora sede del Museo Eccel Kreuzer. Cinquant’anni dopo la morte dell’artista, una nuova mostra temporanea curata da Sara Alberti, storica dell’arte bolzanina, ripercorre tra i mesi di ottobre e gennaio 2022 la carriera artistica di Ebensperger tra dipinti di paesaggio, disegni a china e altre opere d’arte realizzate in diverse tecniche.